# Nati il 18 marzo

## XIII secolo(1)
- 1223 - Elena di Brunswick-Lüneburg, principessa († 1273)

## XIV secolo(2)
- 1318 - Baha al-Din Naqshband Bukhari, mistico arabo († 1389)
- 1380 - Liduina di Schiedam, mistica olandese († 1433)

## XV secolo(1)
- 1496 - Maria Tudor, principessa inglese († 1533)

## XVI secolo(11)
- 1502 - Filiberto di Chalon, condottiero francese († 1530)
- 1539 - Maria di Nassau, nobildonna olandese († 1599)
- 1545 - Julius Echter von Mespelbrunn, vescovo cattolico e politico tedesco († 1617)
- 1554 - Giosia I di Waldeck, nobile tedesco († 1588)
- 1555 - Francesco Ercole di Valois, nobile francese († 1584)
- 1565 - Aernout van Buchel, scrittore e disegnatore olandese († 1641)
- 1580 - Stefano Bernardi, compositore italiano († 1637)
- 1583 - Mario Guiducci, astronomo italiano († 1646)
- 1585 - François Bourgoing, presbitero francese († 1662)
- 1590 - Manuel de Faria e Sousa, nobile, scrittore e storico portoghese († 1649)
- 1598 - Anna Sofia di Brandeburgo, nobile († 1659)

## XVII secolo(11)
- 1602 - Martino Longhi il Giovane, architetto italiano († 1660)
- 1602 - Jacques de Billy, matematico e gesuita francese († 1679)
- 1604 - Giovanni IV del Portogallo, nobile portoghese († 1656)
- 1606 - Giovanni X di Holstein-Gottorp, principe († 1655)
- 1609 - Federico III di Danimarca, re danese († 1670)
- 1640 - Philippe de La Hire, matematico, astronomo e architetto francese († 1718)
- 1657 - Giuseppe Ottavio Pitoni, compositore italiano († 1743)
- 1663 - Antonio Zucchelli, missionario, viaggiatore e scrittore italiano († 1716)
- 1679 - Giuseppe Maria del Carretto, politico e militare italiano († 1759)
- 1690 - Christian Goldbach, matematico tedesco († 1764)
- 1696 - Domenico Maria Fratta, pittore e incisore italiano († 1763)

## XVIII secolo(42)
- 1701 - Nicolaus Sahlgren, mercante e filantropo svedese († 1776)
- 1703 - Thomas Morell, librettista, letterato e tipografo inglese († 1784)
- 1709 - Johannes Gessner, medico e naturalista svizzero († 1790)
- 1722 - Zachar Grigor'evič Černyšëv, ufficiale russo († 1784)
- 1722 - Enrico XI di Reuss-Greiz, principe († 1800)
- 1724 - Marcantonio Colonna di Stigliano, militare e politico italiano († 1796)
- 1727 - Ferdinand Berthoud, orologiaio francese († 1807)
- 1728 - Kirill Grigor'evič Razumovskij, ufficiale russo († 1803)
- 1729 - Oronzo Tiso, pittore italiano († 1800)
- 1730 - Dar'ja Aleksandrovna Rumjanceva, nobildonna russa († 1809)
- 1733 - Christoph Friedrich Nicolai, scrittore e editore tedesco († 1811)
- 1737 - Adalbert von Harstall, vescovo cattolico e abate tedesco († 1814)
- 1741 - Alexandre Kucharsky, pittore polacco († 1819)
- 1751 - Robert Hay-Drummond, X conte di Kinnoull, nobile scozzese († 1804)
- 1756 - Johann Christoph Vogel, compositore tedesco († 1788)
- 1762 - Karl Christian Gmelin, botanico tedesco († 1837)
- 1763 - Friedrich Gottlob Hayne, botanico e farmacista tedesco († 1832)
- 1763 - Martin Vignolle, generale e politico francese († 1824)
- 1764 - Francesco Maria Pandolfi Alberici, cardinale italiano († 1835)
- 1765 - David Hendrik Chassé, generale olandese († 1849)
- 1769 - Giuseppe Olivi, naturalista e poeta italiano († 1795)
- 1770 - Giuseppe Cellini, guerrigliero italiano († 1817)
- 1771 - Modesto Farina, vescovo cattolico italiano († 1856)
- 1772 - Alexandre Edme, barone di Méchin, politico francese († 1849)
- 1774 - Ludovico Gazzoli, cardinale italiano († 1858)
- 1776 - Jacques-André Jacquelin, drammaturgo, paroliere e poeta francese († 1827)
- 1780 - Miloš Obrenović I di Serbia, principe serbo († 1860)
- 1781 - Louis Athanase Chaubard, botanico e naturalista francese († 1854)
- 1782 - John C. Calhoun, politico statunitense († 1850)
- 1783 - Luigi Minichini, patriota e presbitero italiano († 1861)
- 1783 - Francesco Orioli, scienziato, fisico e filosofo italiano († 1856)
- 1784 - Benjamin Bathurst, diplomatico inglese
- 1785 - Walter Raleigh Gilbert, I baronetto, militare britannico († 1853)
- 1790 - Astolphe de Custine, viaggiatore e scrittore francese († 1857)
- 1796 - Christian Joseph Berres, anatomista austriaco († 1844)
- 1796 - Albert-Eugène Lachenal, medico e politico francese († 1883)
- 1796 - Jakob Steiner, matematico svizzero († 1863)
- 1796 - Nicolaus von Weis, vescovo cattolico tedesco († 1869)
- 1798 - Daniel Frederik Eschricht, zoologo, fisiologo e anatomista danese († 1863)
- 1798 - Gustav Rose, mineralogista tedesco († 1873)
- 1800 - Giuseppe Manuzzi, letterato italiano († 1876)
- 1800 - Aleksa Simić, politico serbo († 1872)

## XIX secolo(165)
- 1802 - Alfred-Auguste Cuvillier-Fleury, storico e critico letterario francese († 1887)
- 1803 - Trofimo Arnulfi, militare e politico italiano († 1880)
- 1803 - Kajetan von Bissingen-Nippenburg, ufficiale e politico austriaco († 1890)
- 1805 - Carl Nebel, ingegnere, architetto e disegnatore tedesco († 1855)
- 1806 - Ippolito Gamba Ghiselli, patriota, nobile e politico italiano († 1890)
- 1806 - Ignazio Guiccioli, patriota e politico italiano († 1879)
- 1809 - Bartolomeo Cini, politico e imprenditore italiano († 1877)
- 1812 - Hector von Holzhausen, generale austriaco († 1890)
- 1813 - Friedrich Hebbel, poeta e drammaturgo tedesco († 1863)
- 1814 - Paolo Franzini Tibaldeo, generale italiano († 1879)
- 1815 - Lorenzo Gastaldi, arcivescovo cattolico italiano († 1883)
- 1816 - Antonio Salviati, imprenditore italiano († 1890)
- 1816 - Felice Valentino, letterato e giurista italiano († 1901)
- 1817 - Louis Jules Duboscq, inventore e fotografo francese († 1886)
- 1822 - Jan Weissenbruch, pittore e incisore olandese († 1880)
- 1823 - Alfred Chanzy, generale francese († 1883)
- 1823 - Xavier de Montépin, scrittore francese († 1902)
- 1824 - Justus Georg Westphal, astronomo tedesco († 1859)
- 1825 - Alexander Pagenstecher, medico e zoologo tedesco († 1889)
- 1826 - Filippo Manzoni, nobile italiano († 1868)
- 1828 - Orestes Brownson, editore, educatore e giornalista statunitense († 1892)
- 1828 - William Randal Cremer, politico britannico († 1908)
- 1830 - Numa Denis Fustel de Coulanges, storico francese († 1889)
- 1832 - Jean Nicolas Théodore Galland, generale francese († 1885)
- 1832 - Adolfo Giuseppe di Schwarzenberg, nobile, politico e imprenditore boemo († 1914)
- 1833 - Domenico Ammirato, pittore italiano
- 1833 - Thomas Powys, IV Barone Lilford, ornitologo britannico († 1896)
- 1834 - Camille Silvy, fotografo francese († 1910)
- 1835 - Andrea Secco, politico italiano († 1889)
- 1837 - Grover Cleveland, politico statunitense († 1908)
- 1838 - Giuseppe Capecci, vescovo cattolico italiano († 1918)
- 1839 - Karl Dilthey, archeologo tedesco († 1907)
- 1841 - Félix Alcan, editore francese († 1925)
- 1842 - Stéphane Mallarmé, poeta, scrittore e drammaturgo francese († 1898)
- 1843 - Jules Vandenpeereboom, politico belga († 1917)
- 1843 - Leonid Apollonovič Verchovcev, diplomatico e funzionario russo († 1903)
- 1843 - Giuseppe Wulz, fotografo italiano († 1918)
- 1844 - Nikolaj Andreevič Rimskij-Korsakov, compositore e docente russo († 1908)
- 1847 - Sabin Woolworth Colton, imprenditore statunitense († 1925)
- 1847 - Alessandro Cruto, inventore e imprenditore italiano († 1908)
- 1848 - Guerrino Amelli, presbitero e letterato italiano († 1933)
- 1848 - Alessandro Anselmi, patriota e politico italiano († 1932)
- 1848 - Luisa di Sassonia-Coburgo-Gotha, nobile († 1939)
- 1848 - Johann von Pallavicini, diplomatico e politico austro-ungarico († 1941)
- 1850 - Alfred Maudslay, diplomatico britannico († 1931)
- 1851 - Rose Coghlan, attrice britannica († 1932)
- 1852 - Gustave Courtois, pittore francese († 1923)
- 1853 - Antoine Bernard d'Attanoux, esploratore e giornalista francese († 1954)
- 1853 - William Maynard, calciatore inglese († 1921)
- 1854 - Adolfo Hohenstein, pittore e pubblicitario tedesco († 1928)
- 1854 - Guido Pompilj, politico italiano († 1910)
- 1854 - Luigi Zappi Ceroni, imprenditore e politico italiano († 1932)
- 1855 - Attilio De Marchi, storico, scrittore e filologo italiano († 1915)
- 1856 - Aleksandr Petrovič Izvol'skij, politico e diplomatico russo († 1919)
- 1857 - Adelmo Sichel, politico italiano († 1922)
- 1857 - César Thomson, violinista, docente e compositore belga († 1931)
- 1858 - Rudolf Diesel, ingegnere tedesco († 1913)
- 1858 - Paul Fauchey, organista, pianista e compositore francese († 1936)
- 1858 - Edgard Hérouard, zoologo francese († 1932)
- 1858 - Josip Kozarac, scrittore e poeta croato († 1906)
- 1858 - Alessandro Lattes, giurista e storico italiano († 1940)
- 1859 - Thomas Gibson-Carmichael, I barone Carmichael, politico e funzionario britannico († 1926)
- 1859 - Vittorio Murari Dalla Corte Brà, generale italiano († 1922)
- 1860 - August Jaeger, editore inglese († 1909)
- 1861 - Lucien Descaves, scrittore, giornalista e drammaturgo francese († 1949)
- 1861 - Pietro Tacchi Venturi, presbitero e storico italiano († 1956)
- 1862 - Salvatore Bella, vescovo cattolico italiano († 1922)
- 1862 - Dorr E. Felt, inventore e imprenditore statunitense († 1930)
- 1862 - Eugène Jansson, pittore svedese († 1915)
- 1863 - Charles Chaplin Senior, cantante britannico († 1901)
- 1863 - Attilio Sarfatti, poeta e storico italiano († 1900)
- 1863 - William Sulzer, avvocato e politico statunitense († 1941)
- 1863 - Edgar Syers, pattinatore artistico su ghiaccio e dirigente sportivo britannico († 1946)
- 1865 - Bronisława Dłuska, medica polacca († 1939)
- 1868 - Wilhelm Stekel, medico, psicologo e psicoanalista austriaco († 1940)
- 1869 - Maude Abbott, medico canadese († 1940)
- 1869 - Neville Chamberlain, politico inglese († 1940)
- 1871 - Beniamino Costantini, storico italiano († 1919)
- 1871 - Reginald Aldworth Daly, geologo canadese († 1957)
- 1872 - Juan Anderson, calciatore argentino († 1932)
- 1872 - Konst'ant'ine Marjanishvili, attore, regista teatrale e regista cinematografico georgiano († 1933)
- 1875 - Félix Carvajal, maratoneta cubano († 1949)
- 1875 - Beppe Ciardi, pittore italiano († 1932)
- 1875 - Manuel Trucco, politico cileno († 1954)
- 1876 - Vincenzo Russo, paroliere e artigiano italiano († 1904)
- 1876 - Brinsley Shaw, attore, regista e sceneggiatore statunitense († 1931)
- 1877 - Edgar Cayce, sensitivo statunitense († 1945)
- 1877 - George Field, attore statunitense († 1925)
- 1877 - Lucio Schirò, politico e pastore metodista italiano († 1961)
- 1877 - George Sidney, attore ungherese († 1945)
- 1878 - Aristide Carapelle, magistrato e politico italiano († 1967)
- 1878 - Alessandro Contini Bonacossi, mercante d'arte e politico italiano († 1955)
- 1878 - Georg von und zu Franckenstein, diplomatico austriaco († 1953)
- 1878 - Charles Lyon, generale inglese († 1959)
- 1879 - Emma Carus, contralto statunitense († 1927)
- 1879 - Varaztad Kazanjian, dentista statunitense († 1974)
- 1880 - Walter Hohmann, ingegnere tedesco († 1945)
- 1880 - Venanzio Zolla, pittore italiano († 1961)
- 1882 - Edmond Faral, filologo francese († 1958)
- 1882 - Gian Francesco Malipiero, compositore italiano († 1973)
- 1883 - John Brandt, golfista statunitense († 1950)
- 1883 - Ada Dondini, attrice italiana († 1958)
- 1883 - Elvira Donnarumma, cantante italiana († 1933)
- 1883 - Luigi Fausti, presbitero, storico e storico dell'arte italiano († 1943)
- 1883 - Vincenzo Florio jr, imprenditore italiano († 1959)
- 1883 - Josephine Verstille Nivison, pittrice statunitense († 1968)
- 1884 - Ralph Kirby, allenatore di calcio inglese († 1946)
- 1884 - Johanna Terwin, attrice tedesca († 1962)
- 1885 - Hans Kämpfer, calciatore svizzero († 1959)
- 1886 - Lothar von Arnauld de la Perière, ammiraglio tedesco († 1941)
- 1886 - Edward Everett Horton, attore statunitense († 1970)
- 1886 - Otto Jindra, militare e aviatore austro-ungarico († 1932)
- 1886 - Kurt Koffka, psicologo tedesco († 1941)
- 1887 - Róbert Berény, pittore ungherese († 1953)
- 1888 - Axel Janse, ginnasta svedese († 1973)
- 1888 - Giuseppe Vingiano, scrittore e giornalista italiano († 1970)
- 1889 - Alejandro Bustillo, architetto, pittore e scultore argentino († 1982)
- 1889 - Jacques Mangers, vescovo cattolico lussemburghese († 1972)
- 1890 - Gunnar Andersen, saltatore con gli sci e calciatore norvegese († 1968)
- 1890 - Henri Decoin, regista, sceneggiatore e scrittore francese († 1969)
- 1890 - Edoardo Del Neri, pittore e incisore italiano († 1932)
- 1890 - Gerardus van der Leeuw, storico delle religioni, egittologo e teologo olandese († 1950)
- 1891 - Dileep Singh, principe indiano († 1961)
- 1891 - René Herbst, architetto e designer francese († 1982)
- 1891 - Charles Lelong, velocista francese († 1970)
- 1892 - Robert P. T. Coffin, poeta e critico letterario statunitense († 1955)
- 1892 - Adolf Fleischmann, pittore tedesco († 1968)
- 1892 - Hans von Freden, militare e aviatore tedesco († 1919)
- 1892 - Prospero Freri, militare, aviatore e giavellottista italiano († 1965)
- 1892 - Hjalmar Siilasvuo, generale finlandese († 1947)
- 1892 - Edith Storey, attrice statunitense († 1967)
- 1892 - Enrico Verde, ciclista su strada italiano († 1949)
- 1893 - Bai Chongxi, generale e politico cinese († 1966)
- 1893 - Costante Girardengo, ciclista su strada e pistard italiano († 1978)
- 1893 - Wilfred Owen, poeta e militare britannico († 1918)
- 1893 - Ottavio Rolle, generale italiano († 1958)
- 1893 - Bruno Sacchiero, pittore italiano († 1918)
- 1894 - Ramon Fernandez, scrittore, giornalista e critico letterario francese († 1944)
- 1894 - Costantino Palmieri, militare italiano († 1916)
- 1894 - Mario Volpe, attore, regista e sceneggiatore italiano († 1968)
- 1895 - Ion Barbu, poeta e matematico rumeno († 1961)
- 1895 - Felice Bonomini, vescovo cattolico italiano († 1974)
- 1895 - Milovan Gavazzi, etnologo croato († 1992)
- 1895 - Renato Perico, militare italiano († 1944)
- 1896 - Giacomo Bassi, funzionario italiano († 1968)
- 1896 - Giuseppe Fammilume, pittore italiano († 1952)
- 1897 - Carlo Domenici, pittore italiano († 1981)
- 1897 - Gerda Walther, filosofa e parapsicologa tedesca († 1977)
- 1898 - Everett Dean, giocatore di baseball, cestista e allenatore di baseball statunitense († 1993)
- 1898 - Mike Goodman, hockeista su ghiaccio canadese († 1991)
- 1898 - Ottavio Moretti, calciatore italiano († 1933)
- 1898 - Lawrence Joseph Shehan, cardinale e arcivescovo cattolico statunitense († 1984)
- 1899 - Ugo De Carolis, ufficiale e partigiano italiano († 1944)
- 1899 - Giovanni Fusconi, partigiano e politico italiano († 1958)
- 1899 - Alfred Joseph Gummer, vescovo cattolico australiano († 1962)
- 1899 - Américo Tesoriere, calciatore argentino († 1977)
- 1900 - Marten von Barnekow, cavaliere tedesco († 1967)
- 1900 - Jack Delaney, pugile canadese († 1948)
- 1900 - Mario Fubini, critico letterario italiano († 1977)
- 1900 - Giuseppe Gandini, calciatore italiano († 1989)
- 1900 - Chris Graham, pugile canadese († 1986)
- 1900 - Roberto Grau, scacchista argentino († 1944)
- 1900 - Tinsley Randolph Harrison, medico statunitense († 1978)
- 1900 - Hanne Sobek, calciatore e allenatore di calcio tedesco († 1989)
- 1900 - Francesco Vaccaro, giurista, avvocato e politico italiano († 1977)

## XX secolo(1020)
- 1901 - Tatjana Gsovsky, coreografa russa († 1993)
- 1901 - Manly Palmer Hall, scrittore e mistico canadese († 1990)
- 1901 - Peter Jilemnický, scrittore, giornalista e politico ceco († 1949)
- 1901 - Franz Köhler, allenatore di calcio e calciatore austriaco († 1982)
- 1901 - Giuseppe Marchiori, critico d'arte italiano († 1982)
- 1901 - Giuseppe Santagostino, allenatore di calcio e calciatore italiano († 1955)
- 1902 - Armando Crisciani, militare e marinaio italiano († 1941)
- 1902 - Gianni Crosio, attore italiano († 1981)
- 1902 - Heinrich Rohr, organista e compositore tedesco († 1997)
- 1902 - Giuseppe Terragni, politico italiano († 1963)
- 1903 - Alberto Banfi, militare italiano († 1958)
- 1903 - Ernesto Bonomini, anarchico italiano († 1986)
- 1903 - Egon Brunswik, psicologo austro-ungarico († 1955)
- 1903 - Galeazzo Ciano, nobile, diplomatico e politico italiano († 1944)
- 1903 - Rudolf Herrnstadt, giornalista e politico tedesco († 1966)
- 1903 - E.o. plauen, disegnatore e fumettista tedesco († 1944)
- 1904 - André Baur, schermidore francese († 1943)
- 1904 - Giulio Carra, calciatore italiano
- 1904 - Srečko Kosovel, poeta e critico letterario sloveno († 1926)
- 1904 - Aldo Pini, militare italiano († 1937)
- 1905 - Robert Donat, attore britannico († 1958)
- 1905 - Benny Friedman, allenatore di football americano e giocatore di football americano statunitense († 1982)
- 1905 - Antonio Lanza, arcivescovo cattolico italiano († 1950)
- 1905 - Angelo Mangini, chimico italiano († 1988)
- 1905 - Decio Scuri, allenatore di pallacanestro e dirigente sportivo italiano († 1980)
- 1905 - Thomas Townsend, fisico statunitense († 1985)
- 1906 - Ángel Borlenghi, sindacalista e politico argentino († 1962)
- 1906 - Charles Bouleau, pittore, incisore e saggista francese († 1987)
- 1906 - Pierre-Antoine Cousteau, giornalista e scrittore francese († 1958)
- 1906 - Valdemar Mota, calciatore portoghese († 1966)
- 1906 - Paul Rassinier, scrittore e politico francese († 1967)
- 1906 - Karl Sesta, allenatore di calcio e calciatore austriaco († 1974)
- 1907 - Lucile Browne, attrice statunitense († 1976)
- 1907 - Roberte Cusey, modella francese († 1946)
- 1907 - Jakov Iosifovič Džugašvili, militare sovietico († 1943)
- 1907 - Giuseppe Mazzotti, critico d'arte, scrittore e saggista italiano († 1981)
- 1907 - Rosita Moreno, attrice e ballerina spagnola († 1993)
- 1907 - Lorenzo Pegoraro, produttore cinematografico italiano († 2003)
- 1907 - John Zachary Young, zoologo e neurofisiologo inglese († 1997)
- 1908 - Vincenzo Lumia, calciatore italiano
- 1908 - Jack Milburn, allenatore di calcio e calciatore inglese († 1979)
- 1908 - Riccardo Pallottini, direttore della fotografia italiano († 1982)
- 1908 - Raymond Patriarca Sr., mafioso statunitense († 1984)
- 1910 - Richard Hanke, calciatore tedesco († 1980)
- 1910 - Pepi Lederer, attrice e giornalista statunitense († 1935)
- 1910 - Carlo Ludovico Ragghianti, storico dell'arte, critico d'arte e politico italiano († 1987)
- 1910 - Herman Tarnower, cardiologo e fisiologo statunitense († 1980)
- 1910 - Giuseppe Tortorella, politico italiano († 1990)
- 1911 - Smiley Burnette, musicista e attore statunitense († 1967)
- 1911 - Robert Lamoot, calciatore belga († 1996)
- 1911 - William Lava, compositore statunitense († 1971)
- 1911 - Orsolina Montevecchi, papirologa italiana († 2009)
- 1911 - Józef Achilles Puchała, religioso polacco († 1943)
- 1912 - Bohumil Klenovec, calciatore cecoslovacco († 1971)
- 1912 - Romeo Rossi, ciclista su strada italiano
- 1913 - René Clément, regista francese († 1996)
- 1913 - Reinhard Hardegen, militare e politico tedesco († 2018)
- 1913 - Werner Mölders, militare e aviatore tedesco († 1941)
- 1913 - Frank Wismayer, pallanuotista maltese († 2003)
- 1913 - Manuel dos Anjos, calciatore portoghese
- 1914 - Judith Arlen, attrice e cantante statunitense († 1968)
- 1914 - Augusto Carvacho, cestista cileno († 2006)
- 1914 - Ernesto Augusto di Hannover, tedesco († 1987)
- 1914 - Luisa Ferida, attrice italiana († 1945)
- 1914 - Jan Kelderman, pittore olandese († 1990)
- 1914 - Pasquale Russo, imprenditore, dirigente sportivo e politico italiano († 1990)
- 1914 - Giuseppe Turino, calciatore italiano († 1967)
- 1915 - Richard Condon, scrittore statunitense († 1996)
- 1915 - Giovanni Soncelli, militare italiano († 1943)
- 1916 - Winton Dean, musicologo inglese († 2013)
- 1916 - Hendrik Ooms, pistard olandese († 1993)
- 1916 - Arie van Vliet, pistard olandese († 2001)
- 1917 - Riccardo Brengola, violinista italiano († 2004)
- 1917 - Mircea Ionescu-Quintus, politico rumeno († 2017)
- 1917 - Joaquim Teixeira, calciatore portoghese († 1976)
- 1918 - Sidney Allen, linguista e glottologo britannico († 2004)
- 1918 - Timothy Bowes-Lyon, XVI conte di Strathmore e Kinghorne, nobile britannico († 1972)
- 1918 - Frans Hogenbirk, allenatore di calcio e calciatore olandese († 1998)
- 1918 - Jake Weber, cestista statunitense († 1990)
- 1919 - Giuseppe Amadei, politico italiano († 2020)
- 1919 - Michèle Arnaud, cantante francese († 1998)
- 1919 - Christopher Challis, direttore della fotografia britannico († 2012)
- 1919 - Miroslav Marcovich, filologo classico serbo († 2001)
- 1919 - Laila Schou Nilsen, sciatrice alpina, pattinatrice di velocità su ghiaccio e tennista norvegese († 1998)
- 1919 - Sheila Piercey, tennista sudafricana († 2005)
- 1919 - Antonio Pierfederici, attore italiano († 1999)
- 1919 - Aldo Turinetto, militare italiano († 1942)
- 1920 - Sándor Balogh, calciatore ungherese († 2000)
- 1920 - Andrea Cason, paroliere e scrittore italiano († 2005)
- 1920 - Glauco Cataldo, compositore e direttore d'orchestra italiano († 2009)
- 1920 - Li Jong-kap, calciatore sudcoreano († 1990)
- 1920 - Ester Meneghello, velocista italiana († 2006)
- 1920 - Vincenzo Orlando, calciatore italiano († 2007)
- 1920 - Pierre Plantard, scrittore, esoterista e politico francese († 2000)
- 1920 - Aldo Settimio Boni, poeta e inventore italiano († 1983)
- 1920 - Michelangelo Verso, tenore italiano († 2006)
- 1920 - Friedrich Waller, bobbista svizzero († 2004)
- 1921 - Geoffrey Copleston, attore britannico († 1998)
- 1921 - Giuseppe Di Martino, regista e sceneggiatore italiano († 1994)
- 1921 - Frank Gatski, giocatore di football americano statunitense († 2005)
- 1921 - John P. Lewis, economista statunitense († 2010)
- 1921 - Basso Sciarretta, artista, scultore e pittore italiano († 2006)
- 1922 - Egon Bahr, politico tedesco († 2015)
- 1922 - Emilio Gatti, ingegnere e fisico italiano († 2016)
- 1922 - George Kok, cestista statunitense († 2013)
- 1922 - Seymour Martin Lipset, sociologo statunitense († 2006)
- 1922 - Vasco Oliveira, calciatore portoghese († 2000)
- 1922 - Fred Shuttlesworth, attivista statunitense († 2011)
- 1923 - Urbano Aletti, politico e banchiere italiano († 2019)
- 1923 - Andy Granatelli, imprenditore e dirigente sportivo statunitense († 2013)
- 1923 - Alberto Isaac, nuotatore, regista e sceneggiatore messicano († 1998)
- 1923 - Hedy Schlunegger, sciatrice alpina svizzera († 2003)
- 1924 - Marian Barone, ginnasta statunitense († 1996)
- 1924 - Dino Fragni, calciatore italiano († 2001)
- 1924 - Giuseppe Garritano, giornalista e traduttore italiano († 2013)
- 1924 - Johnny Papalia, mafioso canadese († 1997)
- 1924 - Giulio Questi, regista, sceneggiatore e attore cinematografico italiano († 2014)
- 1924 - Francesco Tentori Montalto, ispanista e traduttore italiano († 1995)
- 1924 - Alexandre José Maria dos Santos, cardinale e arcivescovo cattolico mozambicano († 2021)
- 1925 - Lew Brown, attore statunitense († 2014)
- 1925 - Domenico Cataldo, dirigente sportivo, arbitro di calcio e allenatore di calcio italiano († 2010)
- 1925 - Antonio José González Zumárraga, cardinale e arcivescovo cattolico ecuadoriano († 2008)
- 1926 - Dante Bighi, pubblicitario italiano († 1994)
- 1926 - Peter Graves, attore e regista statunitense († 2010)
- 1926 - Tibor Mezőfi, cestista ungherese († 2000)
- 1927 - Mohamed Ben Ahmed Abdelghani, militare e politico algerino († 1996)
- 1927 - Domingo Bárcenas, cestista, pallamanista e allenatore di pallamano spagnolo († 2000)
- 1927 - Angelo Demurtas, giornalista italiano († 2014)
- 1927 - Lea Deutsch, attrice croata († 1943)
- 1927 - John Kander, compositore statunitense
- 1927 - Franco Piga, politico italiano († 1990)
- 1928 - Giuliano Acernese, arbitro di calcio italiano († 2003)
- 1928 - Paolo Calafiore, pittore, scultore e scrittore italiano († 2006)
- 1928 - Lennart Carleson, matematico svedese
- 1928 - Peggy Dow, attrice statunitense
- 1928 - Emile Gumbs, politico anguillano († 2018)
- 1928 - Giuseppe Minardi, ciclista su strada italiano († 2019)
- 1928 - Gabriele Morello, economista e saggista italiano († 2024)
- 1928 - Roberto Olivetti, dirigente d'azienda italiano († 1985)
- 1928 - Antonio Pacenza, pugile argentino († 1999)
- 1928 - Miguel Poblet, ciclista su strada e pistard spagnolo († 2013)
- 1928 - Fidel V. Ramos, politico e generale filippino († 2022)
- 1928 - Charlotte von Mahlsdorf, antiquaria tedesca († 2002)
- 1929 - Giuseppe Belmonte, militare e agente segreto italiano († 1998)
- 1929 - Vittorio Bracco, archeologo italiano († 2012)
- 1929 - Michele Cavataio, mafioso italiano († 1969)
- 1929 - Pamela Green, modella, attrice e editrice britannica († 2010)
- 1929 - John Macurdy, basso statunitense († 2020)
- 1929 - Ugo Molinari, cantante italiano († 2005)
- 1929 - Helmut Sadlowski, calciatore tedesco († 2007)
- 1929 - Christa Wolf, scrittrice tedesca († 2011)
- 1930 - Gijs van Aardenne, politico e dirigente d'azienda olandese († 1995)
- 1930 - Ana Ariel, attrice brasiliana († 2004)
- 1930 - Héctor Bianciotti, scrittore argentino († 2012)
- 1930 - Francesco Gentile, carabiniere italiano († 1967)
- 1930 - Gabriella Leto, scrittrice, poetessa e traduttrice italiana († 2019)
- 1930 - Adam Joseph Maida, arcivescovo cattolico e cardinale statunitense
- 1930 - Giuliano Michelon, ciclista su strada italiano
- 1930 - Dino Pompanin, sciatore alpino italiano († 2015)
- 1930 - Giuseppe Spezzani, calciatore italiano († 2011)
- 1931 - Vlastimil Bubník, hockeista su ghiaccio e calciatore cecoslovacco († 2015)
- 1931 - Howard Coble, politico statunitense († 2015)
- 1931 - Aristide Gunnella, politico e dirigente d'azienda italiano († 2025)
- 1931 - Ian McMillan, calciatore scozzese († 2024)
- 1931 - John Mollo, costumista e scrittore inglese († 2017)
- 1931 - Gino Moncada Lo Giudice, ingegnere, dirigente d'azienda e politico italiano
- 1931 - Piero Rattalino, pianista, musicologo e critico musicale italiano († 2023)
- 1931 - Nicanor Sagarduy Gonzalo, calciatore spagnolo († 1998)
- 1932 - Amir Bhatia, imprenditore e politico britannico († 2024)
- 1932 - Darell Garretson, arbitro di pallacanestro statunitense († 2008)
- 1932 - Enzo Golino, critico letterario e giornalista italiano († 2020)
- 1932 - Kurt Oppelt, pattinatore artistico su ghiaccio austriaco († 2015)
- 1932 - Pernille Rode, pallamanista, cestista e altista danese († 2015)
- 1932 - Darío Segovia, calciatore paraguaiano († 1994)
- 1932 - John Updike, scrittore, poeta e giornalista statunitense († 2009)
- 1933 - Eikoh Hosoe, fotografo e regista giapponese († 2024)
- 1933 - Giuseppe Marton, politico italiano († 2006)
- 1933 - Sergio Pitol, scrittore, traduttore e diplomatico messicano († 2018)
- 1933 - Severino Poletto, cardinale e arcivescovo cattolico italiano († 2022)
- 1933 - Giuseppe Pulicari, militare italiano († 1979)
- 1933 - Win Wilfong, cestista statunitense († 1985)
- 1934 - Roy Chapman, allenatore di calcio e calciatore inglese († 1983)
- 1934 - Odone Federzoni, ex pallavolista e allenatore di pallavolo italiano
- 1934 - Semion Grossu, politico e imprenditore moldavo
- 1934 - Robert A. Kraft, biblista e ebraista statunitense († 2023)
- 1934 - Giovanni Marin, ex calciatore italiano
- 1934 - Adolf Merckle, imprenditore tedesco († 2009)
- 1934 - Charley Pride, cantante e musicista statunitense († 2020)
- 1935 - Antonio Bello, vescovo cattolico italiano († 1993)
- 1935 - Lino Cascioli, giornalista, scrittore e editore italiano († 2011)
- 1935 - Muzi Epifani, giornalista, poetessa e scrittrice italiana († 1984)
- 1935 - Oumarou Ganda, regista e attore nigerino († 1981)
- 1935 - Antonios Naguib, cardinale e patriarca cattolico egiziano († 2022)
- 1935 - Guido Vergani, giornalista e scrittore italiano († 2005)
- 1936 - Frederik de Klerk, politico sudafricano († 2021)
- 1936 - Otto Leodolter, saltatore con gli sci austriaco († 2020)
- 1936 - Tony Nash, bobbista britannico († 2022)
- 1936 - Andrés Zaldívar, politico e avvocato cileno
- 1937 - Rudi Altig, ciclista su strada e pistard tedesco († 2016)
- 1937 - Laurens Jan Brinkhorst, politico e diplomatico olandese
- 1937 - Angelo e Alfredo Castiglioni, archeologo e regista italiano († 2022)
- 1937 - Mark Donohue, pilota automobilistico statunitense († 1975)
- 1937 - Anne-Marie Leduc, ex sciatrice alpina francese
- 1937 - Ivan Levaï, giornalista, storico e saggista ungherese
- 1937 - Barbro Lindgren, scrittrice svedese
- 1937 - Roberto Livraghi, compositore e dirigente sportivo italiano
- 1937 - Sacha Sosno, pittore e scultore francese († 2013)
- 1937 - Michelangelo Maria Tiribilli, abate italiano († 2025)
- 1937 - Emi Wada, costumista giapponese († 2021)
- 1938 - Giovanni Bruni, politico italiano († 2022)
- 1938 - Roberto Chiappa, attore e stuntman italiano
- 1938 - Antonio Colombo, ex calciatore italiano
- 1938 - Pete Dawkins, ex giocatore di football americano e militare statunitense
- 1938 - Ramiro de León, cestista e allenatore di pallacanestro uruguaiano († 2007)
- 1938 - Gabriele Devecchi, designer, architetto e orafo italiano († 2011)
- 1938 - Andrea Dotti, psichiatra italiano († 2007)
- 1938 - Carl Gottlieb, sceneggiatore, regista e autore televisivo statunitense
- 1938 - Shashi Kapoor, attore e regista indiano († 2017)
- 1938 - Igor' Lužkovskij, nuotatore sovietico († 2000)
- 1938 - Kenny Lynch, cantante e attore britannico († 2019)
- 1938 - Timo Mäkinen, pilota di rally finlandese († 2017)
- 1938 - Mohammad Ali Sanatkaran, ex lottatore iraniano
- 1938 - Machiko Soga, attrice e doppiatrice giapponese († 2006)
- 1939 - Ron Atkinson, ex calciatore e allenatore di calcio inglese
- 1939 - Battista Babini, ex ciclista su strada italiano
- 1939 - Angelo Bergamonti, pilota motociclistico italiano († 1971)
- 1939 - Gérard Coinçon, allenatore di calcio e ex calciatore francese
- 1939 - Michael Faber, calciatore tedesco orientale († 1993)
- 1939 - Corrado Farina, regista, sceneggiatore e scrittore italiano († 2016)
- 1939 - Peter Kraus, cantante, attore e chitarrista austriaco
- 1939 - Francesco Salamini, botanico italiano
- 1939 - Livio Tamberi, politico e dirigente d'azienda italiano († 2020)
- 1939 - Karl Heinz Willschrei, sceneggiatore e produttore televisivo tedesco († 2003)
- 1940 - Rino Bon, calciatore e allenatore di calcio italiano († 2012)
- 1940 - Luciano Ferrari Bravo, politologo italiano († 2000)
- 1940 - Ioannis Iliopoulos, fisico greco
- 1940 - Giustino Ippolito, ex calciatore italiano
- 1940 - Arlette Laguiller, politica e attivista francese
- 1940 - Mark Medoff, drammaturgo e sceneggiatore statunitense († 2019)
- 1940 - Ernst Veenemans, canottiere olandese († 2017)
- 1940 - Víctor Zegarra, allenatore di calcio e ex calciatore peruviano
- 1941 - David Dias Pimentel, vescovo cattolico portoghese († 2021)
- 1941 - Stefan Jarl, regista svedese
- 1941 - Frank McRae, attore e giocatore di football americano statunitense († 2021)
- 1941 - Wilson Pickett, cantautore statunitense († 2006)
- 1942 - Ion Drîmbă, schermidore rumeno († 2006)
- 1942 - Jeff Mullins, ex cestista e allenatore di pallacanestro statunitense
- 1942 - Doris Pack, politica tedesca
- 1942 - Romalı Perihan, soprano e attrice turca († 2016)
- 1942 - Albert Van Vlierberghe, ciclista su strada e pistard belga († 1991)
- 1942 - Ermanno Vichi, politico e insegnante italiano († 2024)
- 1942 - Vincenzo Visco, economista e politico italiano
- 1943 - Giuseppe Caterina, politico italiano († 2025)
- 1943 - Kevin Dobson, attore statunitense († 2020)
- 1943 - Gianni Greco, musicista, conduttore radiofonico e scrittore italiano
- 1943 - Nobuko Imai, violista giapponese
- 1943 - Alberto Marras, produttore cinematografico, sceneggiatore e tecnico del suono italiano
- 1943 - Aurora Quattrocchi, attrice italiana
- 1943 - Ghislaine Thesmar, ex ballerina francese
- 1944 - Ken Block, ex hockeista su ghiaccio canadese
- 1944 - Luciano Caruso, poeta, artista e giornalista italiano († 2002)
- 1944 - Carlos Espinosa de los Monteros y Bernaldo de Quirós, imprenditore e avvocato spagnolo
- 1944 - Jiří Holeček, ex hockeista su ghiaccio ceco
- 1944 - Maurice Izier, ex ciclista su strada francese
- 1944 - Amnon Lipkin-Shahak, politico e generale israeliano († 2012)
- 1944 - Sally Nerren, cestista statunitense († 2008)
- 1944 - Jan Olsson, calciatore svedese († 2023)
- 1944 - Enrico Rovelli, imprenditore italiano
- 1945 - Davide Berio, politico e medico italiano
- 1945 - Attilio Corsini, attore, regista e drammaturgo italiano († 2008)
- 1945 - Daniel Ledent, ex cestista francese
- 1945 - Salvatore Pappalardo, arcivescovo cattolico italiano
- 1945 - Aldo Parente, cantautore italiano
- 1945 - Marta Suplicy, politica, psicologa e conduttrice televisiva brasiliana
- 1945 - Bobby Solo, cantautore e chitarrista italiano
- 1945 - Susan Tyrrell, attrice statunitense († 2012)
- 1945 - Anthony Villanueva, pugile filippino († 2014)
- 1945 - Eric Woolfson, cantante, tastierista e produttore discografico britannico († 2009)
- 1946 - Andrea Bulgarella, imprenditore e dirigente sportivo italiano († 2025)
- 1946 - Fred Foster, cestista statunitense († 1985)
- 1946 - Milko Gajdarski, calciatore bulgaro († 1989)
- 1946 - José Huertas González, ex wrestler e politico portoricano
- 1946 - Michel Leclère, pilota di Formula 1 francese
- 1946 - Mike Lewis, ex cestista statunitense
- 1946 - Ivan Pinheiro, politico brasiliano
- 1947 - Patrick Barlow, attore e drammaturgo britannico
- 1947 - Patrick Chesnais, attore e regista francese
- 1947 - Olek Krupa, attore e regista polacco
- 1947 - John Laband, storico e scrittore sudafricano († 2025)
- 1947 - Nicholas Le Prevost, attore inglese
- 1947 - Deborah Lipstadt, storica statunitense
- 1947 - Karen McCarthy, politica statunitense († 2010)
- 1947 - John Clayton Nienstedt, arcivescovo cattolico statunitense
- 1947 - Maurizio Paladini, politico italiano
- 1947 - Vicente Ramos, ex cestista spagnolo
- 1947 - Steven Schiff, politico e avvocato statunitense († 1998)
- 1947 - Drew Struzan, illustratore statunitense
- 1947 - Walter Tobagi, giornalista e scrittore italiano († 1980)
- 1947 - Hal Varian, economista statunitense
- 1947 - Marouf al-Bakhit, politico e militare giordano († 2023)
- 1948 - Toni Bertorelli, attore e regista teatrale italiano († 2017)
- 1948 - Robert Hyatt, scacchista, insegnante e informatico statunitense
- 1948 - Federico Rossi, ingegnere italiano († 2020)
- 1948 - Brad Selwood, allenatore di hockey su ghiaccio e ex hockeista su ghiaccio canadese
- 1948 - Bobby Whitlock, musicista e cantautore statunitense († 2025)
- 1949 - Lluis Bruguera, allenatore di tennis e ex tennista spagnolo
- 1949 - Ramón Bóveda, ex calciatore argentino
- 1949 - Franco Del Campo, ex nuotatore e giornalista italiano
- 1949 - Chiara Diamantini, artista italiana
- 1949 - Emma Giammattei, critica letteraria italiana
- 1949 - Alex Higgins, giocatore di snooker britannico († 2010)
- 1949 - Åse Kleveland, cantante, chitarrista e politica svedese
- 1949 - Katalin Koroknai, ex cestista ungherese
- 1949 - Carlos Liscano, scrittore uruguaiano († 2023)
- 1949 - Eugenio Masciari, attore italiano
- 1949 - Giuseppe Salvo, mafioso italiano
- 1949 - Jacques Secrétin, tennistavolista francese († 2020)
- 1949 - Hannu Siitonen, ex giavellottista finlandese
- 1950 - James Conlon, direttore d'orchestra statunitense
- 1950 - José Luis Del Palacio y Pérez-Medel, vescovo cattolico e missionario spagnolo
- 1950 - Brad Dourif, attore e doppiatore statunitense
- 1950 - John Hartman, batterista e compositore statunitense († 2021)
- 1950 - J.G. Hertzler, attore, sceneggiatore e scrittore statunitense
- 1950 - Jim Knobeloch, attore statunitense
- 1950 - Jan Lindvall, ex fondista norvegese
- 1950 - Larry Perkins, ex pilota automobilistico australiano
- 1950 - Luciano Pettinari, politico italiano
- 1950 - Manfred Thaller, storico e docente austriaco
- 1950 - Errol Tobias, ex rugbista a 15 e allenatore di rugby a 15 sudafricano
- 1951 - Paul Barber, attore britannico
- 1951 - Bill Frisell, chitarrista e compositore statunitense
- 1951 - Giuseppe Romele, politico italiano
- 1951 - Giacomo Rossi, ex cestista italiano
- 1952 - Rod Baker, allenatore di pallacanestro statunitense
- 1952 - Jan Hjorth, ex cestista svedese
- 1952 - Alberto Mantovani, ex calciatore italiano
- 1952 - Michaela May, attrice tedesca
- 1952 - Glenn McDonald, ex cestista e allenatore di pallacanestro statunitense
- 1952 - Giuliano Santi, doppiatore e direttore del doppiaggio italiano
- 1952 - Bernie Tormé, chitarrista irlandese († 2019)
- 1952 - Mike Webster, giocatore di football americano statunitense († 2002)
- 1952 - Salomé Zourabichvili, scrittrice, politica e diplomatica francese
- 1953 - Ivan Cattaneo, artista, cantautore e pittore italiano
- 1953 - Ute Kircheis-Wessel, ex schermitrice tedesca
- 1953 - Marcello Nicchi, ex arbitro di calcio italiano
- 1953 - Franz Wright, poeta e traduttore statunitense († 2015)
- 1954 - Gloria De Antoni, autrice televisiva, regista e conduttrice televisiva italiana
- 1954 - Giuseppe De Dominicis, politico italiano
- 1954 - Enéas, calciatore brasiliano († 1988)
- 1954 - Manfred Lütz, psicanalista e teologo tedesco
- 1954 - Andy Narell, musicista, compositore e arrangiatore statunitense
- 1954 - James Reilly, ex astronauta e geologo statunitense
- 1955 - Jacques Aletti, ex altista francese
- 1955 - Philippe Boisse, ex schermidore francese
- 1955 - Stojanka Grujčeva, ex canottiera bulgara
- 1955 - Ana Obregón, attrice, conduttrice televisiva e sceneggiatrice spagnola
- 1955 - Toshiki Okajima, ex calciatore giapponese
- 1955 - Ivo Rossi, politico italiano
- 1955 - Nicky Siano, disc jockey statunitense
- 1956 - Alfredo Antoniozzi, politico italiano
- 1956 - Józef Guzdek, arcivescovo cattolico polacco
- 1956 - Rick Martel, ex wrestler canadese
- 1956 - Allan Olsen, cantautore danese
- 1956 - Flavio Pelliccioni, ex velista sammarinese
- 1956 - Roberto Robaina, politico e pittore cubano
- 1956 - Bobby Steele, chitarrista statunitense
- 1956 - Ingemar Stenmark, ex sciatore alpino svedese
- 1956 - Roger Wehrli, allenatore di calcio e ex calciatore svizzero
- 1956 - Alex Wolf, ex bobbista italiano
- 1957 - Georgi Arnaudov, musicista e compositore bulgaro
- 1957 - Christer Fuglesang, ex astronauta e fisico svedese
- 1957 - Kazuko Fujita, fumettista giapponese
- 1957 - Giovanni Gregorio, ex calciatore italiano
- 1957 - Ratna Pathak Shah, attrice indiana
- 1957 - Jan Roelfs, scenografo olandese
- 1957 - Claude Ryf, allenatore di calcio e ex calciatore svizzero
- 1957 - Tony Valentinetti, ex cestista e allenatore di pallacanestro italiano
- 1958 - Joseph Borg, calciatore maltese († 2017)
- 1958 - Xavier Deluc, attore, regista teatrale e sceneggiatore francese
- 1958 - Mbaye Diagne, militare senegalese († 1994)
- 1958 - John Elefante, musicista, produttore discografico e cantautore statunitense
- 1958 - Elena Ferrara, politica italiana
- 1958 - Ilijan Nedkov, ex judoka bulgaro
- 1958 - Marcelo Pacheco, ex calciatore cileno
- 1958 - Andreas Wenzel, dirigente sportivo e ex sciatore alpino liechtensteinese
- 1958 - Feng Xiaogang, regista, sceneggiatore e attore cinese
- 1959 - Luc Besson, regista, sceneggiatore e produttore cinematografico francese
- 1959 - Irene Cara, attrice, cantante e ballerina statunitense († 2022)
- 1959 - Hristo Etropolski, ex schermidore bulgaro
- 1959 - Vasil Etropolski, ex schermidore bulgaro
- 1959 - Kang Sin-woo, ex calciatore sudcoreano
- 1959 - Mauro-Giuseppe Lepori, monaco cristiano e presbitero svizzero
- 1959 - Roberto Tricella, ex calciatore italiano
- 1959 - Julie Vollertsen, ex pallavolista statunitense
- 1960 - Andrej Alšan, ex schermidore sovietico
- 1960 - Jean-Pierre Bade, allenatore di calcio e ex calciatore francese
- 1960 - Richard Biggs, attore statunitense († 2004)
- 1960 - Guy Carbonneau, ex hockeista su ghiaccio e allenatore di hockey su ghiaccio canadese
- 1960 - Marian Dumitru, ex pallamanista rumeno
- 1960 - Hossam El Badry, allenatore di calcio e ex calciatore egiziano
- 1960 - Jesús Ignacio Ibáñez Loyo, ex ciclista su strada spagnolo
- 1960 - Steve Kloves, sceneggiatore, regista e produttore cinematografico statunitense
- 1960 - Anita Lane, cantante e paroliera australiana († 2021)
- 1960 - James MacPherson, attore, cantante e doppiatore scozzese
- 1960 - Eiji Okuda, attore, regista e sceneggiatore giapponese
- 1960 - Bruce Pearl, allenatore di pallacanestro statunitense
- 1960 - Fiorella Pierobon, annunciatrice televisiva, cantante e conduttrice televisiva italiana
- 1960 - Leo Turrini, giornalista e scrittore italiano
- 1960 - Dale Wilkinson, ex cestista statunitense
- 1961 - Gary Anderson, ex giocatore di football americano statunitense
- 1961 - Giovanni Caravelli, generale e prefetto italiano
- 1961 - Cho Geung-yeon, ex calciatore sudcoreano
- 1961 - Gabriel González, ex calciatore paraguaiano
- 1961 - Grant Hart, cantante, batterista e polistrumentista statunitense († 2017)
- 1961 - Todd Nelson, ex tennista statunitense
- 1961 - Geoffrey Owens, attore statunitense
- 1961 - Heidi Preuss, ex sciatrice alpina statunitense
- 1961 - Stefano Santarelli, fumettista e drammaturgo italiano
- 1961 - Curt Warner, ex giocatore di football americano statunitense
- 1962 - Stefano Allocchio, dirigente sportivo, ex ciclista su strada e pistard italiano
- 1962 - Vincent Barteau, ex ciclista su strada e pistard francese
- 1962 - Farideh Firoozbakht, matematica iraniana († 2019)
- 1962 - Guido Gallese, vescovo cattolico italiano
- 1962 - Riccardo Galletta, generale italiano
- 1962 - Massimo Giletti, giornalista, conduttore televisivo e conduttore radiofonico italiano
- 1962 - Thomas Ian Griffith, attore e artista marziale statunitense
- 1962 - James McMurtry, cantautore, chitarrista e attore statunitense
- 1962 - Keith Millard, ex giocatore di football americano e allenatore di football americano statunitense
- 1962 - Mike Rowe, conduttore televisivo statunitense
- 1962 - Patrice Trovoada, politico saotomense
- 1962 - Gianluca Tusco, doppiatore italiano
- 1962 - Volker Weidler, pilota automobilistico tedesco
- 1963 - Marcello Appignani, musicista e compositore italiano
- 1963 - Geovânio Bonfim Sobrinho, ex calciatore brasiliano
- 1963 - Jeff LaBar, chitarrista statunitense († 2021)
- 1963 - Andy Leaning, allenatore di calcio e ex calciatore inglese
- 1963 - Júlia Lemmertz, attrice brasiliana
- 1963 - Giovanni Lombardi Stronati, dirigente sportivo italiano
- 1963 - Jerry Moffatt, arrampicatore britannico
- 1963 - Bobo Rondelli, cantautore italiano
- 1963 - Vanessa L. Williams, attrice, cantante e ex modella statunitense
- 1964 - Bonnie Blair, ex pattinatrice di velocità su ghiaccio statunitense
- 1964 - Seymore Butts, regista, ex attore pornografico e produttore cinematografico statunitense
- 1964 - Alex Caffi, pilota automobilistico italiano
- 1964 - Alain Della Savia, compositore italiano
- 1964 - Paul Elliott, ex calciatore inglese
- 1964 - Giuseppe Federico, politico italiano
- 1964 - Gabriele Huemer, ex sciatrice alpina austriaca
- 1964 - Mika Kanai, doppiatrice e cantante giapponese
- 1964 - Massimo Manca, ex giocatore di football americano italiano
- 1964 - Courtney Pine, polistrumentista britannico
- 1964 - Rozalla, cantante zambiana
- 1964 - Sabrina Seminatore, ex nuotatrice italiana
- 1964 - Giovanni Sostero, astronomo italiano († 2012)
- 1964 - Neimar, giocatore di calcio a 5 brasiliano
- 1964 - Gianni Simioli, conduttore radiofonico italiano
- 1965 - Alisha Chinai, cantante indiana
- 1965 - David Cubitt, attore britannico
- 1965 - Dyanna Lauren, attrice pornografica e regista statunitense
- 1965 - Yvonne Chaka Chaka, cantante sudafricana
- 1965 - Jason McMaster, cantante statunitense
- 1965 - Jozef Mihál, politico slovacco
- 1965 - Rašid Rachimov, allenatore di calcio e ex calciatore tagiko
- 1965 - Ray Stewart, ex velocista giamaicano
- 1965 - Yul Vazquez, attore, produttore cinematografico e musicista cubano
- 1965 - Sławomir Zawada, ex sollevatore polacco
- 1965 - Zeng Guoqiang, ex sollevatore cinese
- 1966 - Giuseppe Bonanno, dirigente sportivo e ex calciatore italiano
- 1966 - Paolo Borgia, arcivescovo cattolico e diplomatico italiano
- 1966 - Jerry Cantrell, chitarrista, cantante e cantautore statunitense
- 1966 - Fiorenza Cedolins, soprano italiano
- 1966 - Irina Chabarova, ex velocista russa
- 1966 - Peter Eigler, ex sciatore alpino tedesco
- 1966 - Jorge Ferreira, allenatore di calcio e ex calciatore angolano
- 1966 - Isnilon Totoni Hapilon, terrorista e guerrigliero filippino († 2017)
- 1966 - Bill Jones, ex cestista e allenatore di pallacanestro statunitense
- 1966 - Peter Jones, imprenditore britannico
- 1966 - Jon Levin, chitarrista e avvocato statunitense
- 1966 - Giuseppe Lupo, politico italiano
- 1966 - Clayton Munemo, ex giocatore di calcio a 5 zimbabwese
- 1966 - Álvaro Vargas Llosa, saggista peruviano
- 1966 - Anne Will, giornalista e conduttrice televisiva tedesca
- 1967 - Mike Bishop, politico statunitense
- 1967 - Bianca Caterina Bizzarri, giornalista italiana
- 1967 - Hernán Buenahora, ex ciclista su strada colombiano
- 1967 - Dmitrij Cygurov, allenatore di hockey su ghiaccio e ex hockeista su ghiaccio russo
- 1967 - Marco Drago, scrittore, traduttore e conduttore radiofonico italiano
- 1967 - Anna Hedh, politica svedese
- 1967 - Taiten Kusunoki, doppiatore giapponese
- 1967 - Stefan Lindqvist, calciatore svedese († 2020)
- 1967 - Olivier Minne, conduttore televisivo francese
- 1967 - Andre Rison, ex giocatore di football americano statunitense
- 1967 - Massimiliano Virgilii, attore, doppiatore e direttore del doppiaggio italiano
- 1968 - Dion Beebe, direttore della fotografia australiano
- 1968 - Francesco Boccia, politico e economista italiano
- 1968 - Carlos Castro, ex calciatore venezuelano
- 1968 - Max De Aloe, armonicista e compositore italiano
- 1968 - Anna Rita Fioroni, politica italiana
- 1968 - Tamer Hassan, attore britannico
- 1968 - Miguel Herrera, allenatore di calcio e ex calciatore messicano
- 1968 - Hu Jun, attore cinese
- 1968 - Temuri Ketsbaia, allenatore di calcio e ex calciatore georgiano
- 1968 - Mitzi Kremer, ex nuotatrice statunitense
- 1968 - Leandro Macedo, ex triatleta brasiliano
- 1968 - Shin'ichirō Miki, doppiatore giapponese
- 1968 - Gaetano Nastri, politico italiano
- 1968 - Leon van der Torre, logico e informatico olandese
- 1968 - Milorad Ulemek, ex militare e criminale serbo
- 1968 - Rafael Valdivieso Miranda, vescovo cattolico panamense
- 1969 - Alessio De Giorgi, giornalista e imprenditore italiano
- 1969 - Marco Dreosto, politico italiano
- 1969 - Federica Gentile, conduttrice radiofonica, conduttrice televisiva e autrice televisiva italiana
- 1969 - Alessandro Grego, compositore italiano
- 1969 - Vasyl' Mychajlovyč Ivančuk, scacchista ucraino
- 1969 - Aleksandar Kocić, ex calciatore serbo
- 1969 - Andrej Lemanis, ex cestista e allenatore di pallacanestro australiano
- 1969 - Jimmy Morales, politico e comico guatemalteco
- 1969 - Max Paiella, comico, cantante e imitatore italiano
- 1969 - Luciana Pandolfelli, montatrice italiana
- 1969 - Sheila Taormina, ex nuotatrice, triatleta e pentatleta statunitense
- 1969 - Alessandro Tortato, musicista, direttore d'orchestra e storico italiano
- 1969 - Eric W. Weisstein, enciclopedista statunitense
- 1970 - Luis Allende, ex cestista portoricano
- 1970 - Suzan Anbeh, attrice e modella tedesca
- 1970 - Frédéric Fontang, allenatore di tennis e ex tennista francese
- 1970 - Petr Křivánek, ex calciatore ceco
- 1970 - Christian Lantignotti, allenatore di calcio e ex calciatore italiano
- 1970 - Matthias Maurer, astronauta tedesco
- 1970 - Oliver Popović, ex cestista e allenatore di pallacanestro jugoslavo
- 1970 - Queen Latifah, cantante, rapper e attrice statunitense
- 1971 - Wayne Arthurs, ex tennista australiano
- 1971 - Jerzy Brzęczek, allenatore di calcio e ex calciatore polacco
- 1971 - Guillermo Calderón, drammaturgo e sceneggiatore cileno
- 1971 - Philippe Close, politico belga
- 1971 - Fabio Furia, compositore, arrangiatore e musicista italiano
- 1971 - René Gusperti, ex nuotatore italiano
- 1971 - Morgan Nicholls, musicista britannico
- 1971 - Fernando Ochoaizpur, ex calciatore argentino
- 1971 - Giovanni Pittalis, allenatore di calcio e ex calciatore italiano
- 1971 - Mariano Sabatini, giornalista, conduttore radiofonico e scrittore italiano
- 1971 - Clinton Shorter, compositore canadese
- 1971 - Hilde Synnøve Lid, ex sciatrice freestyle norvegese
- 1971 - Steven Thompson, ex calciatore britannico
- 1971 - Mariaan de Swardt, ex tennista sudafricana
- 1972 - Fernando Aguiar, ex calciatore portoghese
- 1972 - Josip Bulat, ex calciatore croato
- 1972 - Aleh Butkevič, vescovo cattolico bielorusso
- 1972 - Dane Cook, comico e attore statunitense
- 1972 - Cateno De Luca, politico italiano
- 1972 - Aljaksandr Hukaŭ, ex nuotatore bielorusso
- 1972 - Rasul Khadem Azghadi, ex lottatore iraniano
- 1972 - Mike Krack, ingegnere e dirigente sportivo lussemburghese
- 1972 - Anja Möllenbeck, ex discobola tedesca
- 1972 - Numba Mwila, calciatore zambiano († 1993)
- 1972 - Reince Priebus, politico e avvocato statunitense
- 1972 - Mario Antonio Rodríguez, ex calciatore peruviano
- 1972 - Iván Valenciano, ex calciatore colombiano
- 1973 - Irina Banar, ex cestista moldava
- 1973 - Max Barry, scrittore australiano
- 1973 - Patrizia Bassis, ex sciatrice alpina italiana
- 1973 - Marcus Chait, attore statunitense
- 1973 - Hu Yunfeng, ex calciatore cinese
- 1973 - Rob Johnson, ex giocatore di football americano statunitense
- 1973 - Ânderson Lima, ex calciatore brasiliano
- 1973 - Éric Micoud, ex cestista francese
- 1973 - Artan Pali, ex calciatore albanese
- 1973 - Gaby Ruiz, ex cestista spagnolo
- 1973 - Rita Statte, imprenditrice, produttrice cinematografica e attrice italiana
- 1973 - Serap Yücesir, ex cestista turca
- 1974 - Andrea Beltramo, attore, doppiatore e conduttore televisivo italiano
- 1974 - Marco Bucciantini, giornalista, scrittore e opinionista italiano
- 1974 - Gentian Çoçja, ex calciatore albanese
- 1974 - Sertan Eser, ex calciatore turco
- 1974 - José Javier Gómez, ex ciclista su strada spagnolo
- 1974 - Jozef Gönci, tiratore a segno slovacco
- 1974 - Arsi Harju, ex pesista finlandese
- 1974 - Will Johnson, ex rugbista a 15 e allenatore di rugby a 15 inglese
- 1974 - Petra Kamstra, ex tennista olandese
- 1974 - Tina Križan, ex tennista jugoslava
- 1974 - Bennett Mnguni, ex calciatore sudafricano
- 1974 - Takashi Okazaki, fumettista giapponese
- 1974 - Raquel Rodríguez, modella spagnola
- 1974 - Cristian Săuan, ex rugbista a 15 rumeno
- 1974 - Laure Savasta, ex cestista e allenatrice di pallacanestro francese
- 1974 - Francesco Stella, attore italiano
- 1974 - Katherine Tai, politica e avvocato statunitense
- 1975 - Raffaello Balzo, attore e modello italiano
- 1975 - Claudio Maria Castiglioni, imprenditore e dirigente sportivo italiano
- 1975 - Sutton Foster, attrice, cantante e ballerina statunitense
- 1975 - Brian Griese, ex giocatore di football americano statunitense
- 1975 - Natal'ja Kutuzova, ex pallanuotista russa
- 1975 - Lee Jong-ae, ex cestista sudcoreana
- 1975 - Tymofiy Mylovanov, politico e economista ucraino
- 1975 - Beverly Peele, supermodella statunitense
- 1975 - Alexandre Rosa Ferreira, ex giocatore di calcio a 5 brasiliano
- 1975 - Eric Taino, ex tennista statunitense
- 1975 - Kimmo Timonen, ex hockeista su ghiaccio finlandese
- 1975 - Steve Trapmore, ex canottiere britannico
- 1975 - Ester Workel, canottiera olandese
- 1975 - Tomas Žvirgždauskas, ex calciatore lituano
- 1976 - Giovanna Antonelli, attrice brasiliana
- 1976 - Ian Caldwell, scrittore statunitense
- 1976 - Marco Colle, allenatore di calcio e ex calciatore italiano
- 1976 - Alessandro De Angelis, giornalista, conduttore televisivo e autore televisivo italiano
- 1976 - Christine Fan, cantante, attrice e conduttrice televisiva taiwanese
- 1976 - Alessio Maria Federici, regista e attore italiano
- 1976 - Gabriel Gardner, ex pallavolista statunitense
- 1976 - Steve Goodrich, ex cestista statunitense
- 1976 - Aleksej Igonin, ex calciatore russo
- 1976 - Aleksej Kazakov, ex pallavolista russo
- 1976 - Jovan Kirovski, dirigente sportivo, allenatore di calcio e ex calciatore statunitense
- 1976 - Charlie Miller, ex calciatore scozzese
- 1976 - Adelmo Pereira, allenatore di calcio a 5 e giocatore di calcio a 5 brasiliano
- 1976 - Amaurys Pérez, allenatore di pallanuoto, pallanuotista e personaggio televisivo cubano
- 1976 - Valentino Ronchi, poeta e scrittore italiano
- 1976 - Miho Saeki, ex tennista giapponese
- 1976 - Eric Sorensen, politico statunitense
- 1976 - Marnie Stern, cantautrice e chitarrista statunitense
- 1976 - Elisa Triani, giornalista e conduttrice televisiva italiana
- 1976 - Finn Tugwell, tennistavolista danese
- 1976 - Emma Willis, conduttrice televisiva, conduttrice radiofonica e ex modella britannica
- 1977 - Arkadij Babčenko, giornalista e scrittore russo
- 1977 - Antonio Barijho, ex calciatore argentino
- 1977 - Zdeno Chára, hockeista su ghiaccio slovacco
- 1977 - Robert Garrett, ex cestista tedesco
- 1977 - Øyvind Gjerde, ex calciatore norvegese
- 1977 - Danny Murphy, ex calciatore inglese
- 1977 - Aysun Özbek, ex pallavolista turca
- 1977 - Fernando Rodney, giocatore di baseball dominicano
- 1977 - Willy Sagnol, allenatore di calcio e ex calciatore francese
- 1977 - Goran Tomić, allenatore di calcio e ex calciatore croato
- 1978 - Jan Bulis, ex hockeista su ghiaccio ceco
- 1978 - Fernando Lúcio da Costa, allenatore di calcio e calciatore brasiliano († 2014)
- 1978 - Brooke Hanson, ex nuotatrice australiana
- 1978 - Antonio Margarito, ex pugile messicano
- 1978 - Benedetta Massola, attrice e showgirl italiana
- 1978 - Darren Phillip, ex cestista britannico
- 1978 - Charlotte Roche, conduttrice televisiva e scrittrice tedesca
- 1978 - Soumaila Samake, ex cestista maliano
- 1978 - Eric Sandrin, ex cestista statunitense
- 1978 - Brian Scalabrine, ex cestista e allenatore di pallacanestro statunitense
- 1978 - Yoshie Takeshita, allenatrice di pallavolo e ex pallavolista giapponese
- 1978 - Goran Terzić, ex cestista e allenatore di pallacanestro bosniaco
- 1978 - Virginia Williams, attrice statunitense
- 1979 - Danneel Harris, attrice statunitense
- 1979 - Dramane Coulibaly, ex calciatore maliano
- 1979 - Jareb Dauplaise, attore statunitense
- 1979 - Fernando Baiano, ex calciatore brasiliano
- 1979 - Claudio Grauso, allenatore di calcio e ex calciatore italiano
- 1979 - Adam Levine, cantautore, produttore discografico e personaggio televisivo statunitense
- 1979 - Andrés Orozco, ex calciatore colombiano
- 1979 - Bill Phillips, ex cestista francese
- 1979 - Tawny Roberts, ex attrice pornografica statunitense
- 1980 - Robert Arias, ex calciatore costaricano
- 1980 - Sébastien Frey, ex calciatore francese
- 1980 - Aleksej Jagudin, ex pattinatore artistico su ghiaccio russo
- 1980 - Rebecca Lavelle, cantautrice australiana
- 1980 - Lavinia Longhi, attrice italiana
- 1980 - Danny Miller, ex cestista statunitense
- 1980 - Sophia Myles, attrice britannica
- 1980 - Megumi Ogawa, ex calciatrice giapponese
- 1980 - Johan Olsson, ex fondista svedese
- 1980 - Natal'ja Poklonskaja, avvocato, funzionaria e politica ucraina
- 1980 - Tuomas Saukkonen, cantante e chitarrista finlandese
- 1980 - Juliette Schoppmann, cantante tedesca
- 1980 - Primož Skerbinek, ex sciatore alpino sloveno
- 1980 - Vitalij Višnevskij, ex hockeista su ghiaccio russo
- 1980 - Tamatoa Wagemann, calciatore francese
- 1981 - Mona Achache, regista, sceneggiatrice e attrice francese
- 1981 - Lina Andersson, ex fondista svedese
- 1981 - Cristián Basaure, ex calciatore cileno
- 1981 - Tora Berger, ex biatleta e fondista norvegese
- 1981 - Kedrick Brown, ex cestista statunitense
- 1981 - Fabian Cancellara, ex ciclista su strada svizzero
- 1981 - Leslie Djhone, velocista francese
- 1981 - Alessia Fugardi, attrice italiana
- 1981 - Chris Geere, attore britannico
- 1981 - Anthony Granato, giocatore di baseball canadese
- 1981 - Ingrid Olava, cantante norvegese
- 1981 - Jang Na-ra, cantante, attrice e modella sudcoreana
- 1981 - Tuukka Kotti, cestista finlandese
- 1981 - Rhys Lewis, cantautore britannico
- 1981 - Unikkatil, rapper e produttore discografico albanese
- 1981 - LP, cantautrice statunitense
- 1981 - Kasib Powell, ex cestista e allenatore di pallacanestro statunitense
- 1981 - Martin Ringström, ex cestista svedese
- 1981 - Tom Starke, allenatore di calcio e ex calciatore tedesco
- 1981 - Beata Tereba, schermitrice polacca
- 1981 - Ansu Toure, ex calciatore liberiano
- 1981 - Doug Warren, ex calciatore statunitense
- 1981 - Lovro Zovko, ex tennista croato
- 1982 - Eulis Báez, ex cestista dominicano
- 1982 - Kader Camara, ex calciatore guineano
- 1982 - Paola Cardullo, ex pallavolista italiana
- 1982 - Mario Carević, allenatore di calcio e ex calciatore croato
- 1982 - Steven Cole, attore britannico
- 1982 - Evaldo dos Santos Fabiano, ex calciatore brasiliano
- 1982 - Matar Fall, ex calciatore senegalese
- 1982 - Timo Glock, pilota automobilistico tedesco
- 1982 - Marques Green, ex cestista statunitense
- 1982 - Matthew Lombardi, ex hockeista su ghiaccio canadese
- 1982 - Adam Pally, attore statunitense
- 1982 - Luis Salmerón, ex calciatore argentino
- 1982 - Cornelius Smith Jr., attore statunitense
- 1982 - Julia Stowers, ex nuotatrice statunitense
- 1982 - Mantorras, ex calciatore angolano
- 1982 - Courtney Willis, ex cestista statunitense
- 1982 - Marian Zapico, attrice spagnola
- 1983 - Cindy Busby, attrice canadese
- 1983 - Ethan Carter III, wrestler statunitense
- 1983 - Stéphanie Cohen-Aloro, ex tennista francese
- 1983 - Marco Fioravanti, politico italiano
- 1983 - Veaceslav Gojan, pugile moldavo
- 1983 - Anna Goodale, canottiera statunitense
- 1983 - Michel Guemart, ex pallavolista italiano
- 1983 - Hakan Balta, allenatore di calcio e ex calciatore turco
- 1983 - Tariq Hassan, calciatore emiratino
- 1983 - Kelly McCain, ex tennista statunitense
- 1983 - Aleš Mejač, ex calciatore sloveno
- 1983 - Mauro Olivi, ex calciatore argentino
- 1983 - Levi Rost, ex cestista statunitense
- 1983 - Brendan Schaub, artista marziale misto e ex giocatore di football americano statunitense
- 1983 - Tomasz Stolpa, ex calciatore polacco
- 1984 - Cato Cocozza, ex hockeista su ghiaccio norvegese
- 1984 - Omar Gaither, giocatore di football americano statunitense
- 1984 - Ayisha Issa, attrice statunitense
- 1984 - Kōki Katō, ex giocatore di football americano giapponese
- 1984 - Balázs Lontay, schermidore ungherese
- 1984 - Giorgia Motta, allenatrice di calcio e ex calciatrice italiana
- 1984 - Andrij Oberemko, ex calciatore ucraino
- 1984 - Simone Padoin, allenatore di calcio e ex calciatore italiano
- 1984 - Rajeev Ram, tennista statunitense
- 1984 - Gary Roberts, ex calciatore inglese
- 1984 - Annabel, cantante giapponese
- 1984 - Michael Schmid, sciatore freestyle svizzero
- 1984 - Lyle Sendlein, ex giocatore di football americano statunitense
- 1984 - Salva Sevilla, calciatore spagnolo
- 1984 - Sassy Stephie, wrestler statunitense
- 1984 - Levis Swartbooi, calciatore namibiano
- 1985 - Ana Beatriz, pilota automobilistica brasiliana
- 1985 - Krisztián Berki, ginnasta ungherese
- 1985 - Marc Heitmeier, ex calciatore tedesco
- 1985 - Victoria Kielland, scrittrice norvegese
- 1985 - Henrik Kildentoft, ex calciatore danese
- 1985 - Michaela Kirchgasser, ex sciatrice alpina austriaca
- 1985 - Vince Lia, calciatore australiano
- 1985 - Aivi Luik, calciatrice australiana
- 1985 - Dennis Odhiambo, calciatore keniota
- 1985 - Gordon Schildenfeld, ex calciatore croato
- 1985 - Henrique Sereno, ex calciatore portoghese
- 1985 - Marcus Slaughter, ex cestista statunitense
- 1985 - Dieter Van Tornhout, ex calciatore belga
- 1985 - Tomonobu Yokoyama, calciatore giapponese († 2024)
- 1986 - Lyndon Antoine, ex calciatore grenadino
- 1986 - Aleksandr But'ko, pallavolista bielorusso
- 1986 - Simon Curtis, cantante e attore statunitense
- 1986 - Everton Fernando Gilio, ex calciatore brasiliano
- 1986 - Dejan Ivanov, ex cestista bulgaro
- 1986 - Kalojan Ivanov, cestista bulgaro
- 1986 - Jaba K'ank'ava, calciatore georgiano
- 1986 - Lykke Li, cantautrice e musicista svedese
- 1986 - Richie Malone, chitarrista irlandese
- 1986 - Shai Maymon, ex calciatore israeliano
- 1986 - Aislinn Derbez, attrice e modella messicana
- 1986 - Mike Nelson, ex cestista statunitense
- 1986 - Vitalij Havryš, ex calciatore ucraino
- 1986 - Cory Schneider, hockeista su ghiaccio statunitense
- 1986 - Valentina Truppa, cavallerizza italiana
- 1986 - Apisalome Tuvura, calciatore figiano
- 1986 - Eric Wood, ex giocatore di football americano statunitense
- 1987 - Mahmood Abdulla, calciatore bahreinita
- 1987 - Saša Bakarič, ex calciatore sloveno
- 1987 - Santiago Barragán, pilota motociclistico spagnolo
- 1987 - Alex Bazzaro, politico italiano
- 1987 - Alice Belaïdi, attrice francese
- 1987 - Ilirjan Çaushaj, ex calciatore albanese
- 1987 - Sherron Collins, ex cestista statunitense
- 1987 - Gorka Elustondo, ex calciatore spagnolo
- 1987 - Parker Finn, regista statunitense
- 1987 - Gregor Gillespie, artista marziale misto statunitense
- 1987 - Adis Jahoviḱ, calciatore macedone
- 1987 - Łukasz Janoszka, calciatore polacco
- 1987 - Jo Su-huk, calciatore sudcoreano
- 1987 - Tiiu Kuik, modella estone
- 1987 - Rakesh Masih, calciatore indiano
- 1987 - Gabriel Mercado, calciatore argentino
- 1987 - C.J. Miles, ex cestista statunitense
- 1987 - Cameron Morrah, ex giocatore di football americano statunitense
- 1987 - Selemani Ndikumana, ex calciatore burundese
- 1987 - Andreas Nordvik, calciatore norvegese
- 1987 - Arnd Peiffer, biatleta e fondista tedesco
- 1987 - Cesare Rickler, pilota di rally e ex calciatore italiano
- 1987 - Shin Kwang-hoon, calciatore sudcoreano
- 1987 - Ndriçim Shtubina, allenatore di calcio e ex calciatore albanese
- 1987 - Gilson Manuel Silva Alves, ex calciatore capoverdiano
- 1987 - Rebecca Soni, ex nuotatrice statunitense
- 1987 - Péter Szényi, schermidore ungherese
- 1987 - Dmitrij Tarasov, ex calciatore russo
- 1987 - Mauro Zárate, ex calciatore argentino
- 1987 - Jana Čarnoká, ex cestista slovacca
- 1988 - María Teresa Barreto, attrice colombiana
- 1988 - Vanessa Borne, wrestler statunitense
- 1988 - Celine Brun-Lie, ex fondista norvegese
- 1988 - Ricard Cardús, pilota motociclistico spagnolo
- 1988 - Thomas Chareyre, pilota motociclistico francese
- 1988 - Jaume Costa, calciatore spagnolo
- 1988 - Elliott Crosset Hove, attore danese
- 1988 - Benjamin Cupid, calciatore britannico
- 1988 - Hovhannes Goharyan, ex calciatore russo
- 1988 - Violette Huck, tennista francese
- 1988 - Victor Hugo, giocatore di football americano brasiliano
- 1988 - Lossémy Karaboué, calciatore francese
- 1988 - Nina Kozlova, schermitrice ucraina
- 1988 - Johan Lindholm, allenatore di calcio e ex calciatore svedese
- 1988 - Ben McCalman, ex rugbista a 15 australiano
- 1988 - Mohammed Nasser, calciatore emiratino
- 1988 - Marina Rogazione, calciatrice italiana
- 1988 - Željko Savić, ex calciatore serbo
- 1988 - Berenika Tomsia, ex pallavolista polacca
- 1989 - Jonathan Ahdout, attore statunitense
- 1989 - Oswaldo Alanís, calciatore messicano
- 1989 - Attlas, disc jockey e produttore discografico canadese
- 1989 - Marko Barać, allenatore di pallacanestro serbo
- 1989 - Robert Bortuzzo, hockeista su ghiaccio canadese
- 1989 - Lily Collins, attrice e modella britannica
- 1989 - Thomas Damuseau, ex ciclista su strada francese
- 1989 - François Goeske, attore e musicista francese
- 1989 - Ali Khatib, calciatore palestinese
- 1989 - Filip Krušlin, cestista croato
- 1989 - Charlotte Leys, pallavolista belga
- 1989 - Lu Zhiwu, ex nuotatore cinese
- 1989 - Daniella Nero, tuffatrice svedese
- 1989 - Kana Nishino, cantante giapponese
- 1989 - Juan Muriel Orlando, calciatore argentino
- 1989 - Sergej Paršivljuk, ex calciatore russo
- 1989 - Alfredo Riccitiello, pallanuotista italiano
- 1989 - Youth Lagoon, musicista statunitense
- 1989 - Nikos Zoupanīs, ex giocatore di beach volley e pallavolista greco
- 1990 - Sriram Balaji, tennista indiano
- 1990 - Hervé Bazile, calciatore francese
- 1990 - Chakyl Camal, ex nuotatore e imprenditore mozambicano
- 1990 - Michael Damgaard, pallamanista danese
- 1990 - Donald Djoussé, calciatore camerunese
- 1990 - Artak Edigaryan, ex calciatore armeno
- 1990 - Ljubomir Gucev, ex calciatore bulgaro
- 1990 - Mélinda Hennaoui, pallavolista algerina
- 1990 - Lars Hutten, ex calciatore olandese
- 1990 - Corey Liuget, giocatore di football americano statunitense
- 1990 - Wilson Gonzalez Ochsenknecht, attore e cantante tedesco
- 1990 - Mihai Răduț, calciatore rumeno
- 1990 - Ines Rau, modella francese
- 1991 - Hatem Abd Elhamed, calciatore israeliano
- 1991 - Roberta Brunello, scacchista italiana
- 1991 - Marcel Büchel, calciatore austriaco
- 1991 - Giacomo Fantoni, ciclista di BMX italiano
- 1991 - Andžs Flaksis, ciclista su strada lettone
- 1991 - Travis Frederick, ex giocatore di football americano statunitense
- 1991 - Giōrgos Geōrgakīs, cestista greco
- 1991 - Andreas Hadenius, calciatore svedese
- 1991 - Mansor Abbas, calciatore emiratino
- 1991 - Pierre-Hugues Herbert, tennista francese
- 1991 - Solomon Hill, cestista statunitense
- 1991 - Tijana Malešević, pallavolista serba
- 1991 - José Martínez Díaz, ex calciatore cileno
- 1991 - Michalīs Mpakakīs, calciatore greco
- 1991 - Vadym Paramonov, calciatore ucraino
- 1991 - J. T. Realmuto, giocatore di baseball statunitense
- 1991 - Giuseppe Rizzo, calciatore italiano
- 1991 - Thomas Robinson, cestista statunitense
- 1991 - Victor Rudd, cestista statunitense
- 1991 - Leandro Sosa, calciatore uruguaiano
- 1991 - Benjamín Vidal, calciatore cileno
- 1991 - Dries Wuytens, calciatore belga
- 1992 - Anthony Barr, giocatore di football americano statunitense
- 1992 - Javier Cabrera, calciatore uruguaiano
- 1992 - Jacob Collins-Levy, attore australiano
- 1992 - Mandar Rao Dessai, calciatore indiano
- 1992 - Paul Gladon, calciatore olandese
- 1992 - Stanton Kidd, cestista statunitense
- 1992 - Ol'ha Ljachova, mezzofondista ucraina
- 1992 - Trey Mancini, giocatore di baseball statunitense
- 1992 - Emil Martinov, calciatore bulgaro
- 1992 - Jemima Moore, atleta paralimpica australiana
- 1992 - Kylie Nadaner, calciatrice statunitense
- 1992 - Reggis Onwukamuche, ex cestista statunitense
- 1992 - Renata Pudláková, ex cestista ceca
- 1992 - Pablo Santos, calciatore brasiliano
- 1992 - Ferjani Sassi, calciatore tunisino
- 1992 - Žygimantas Skučas, cestista lituano
- 1992 - Daan Smith, calciatore olandese
- 1992 - Leonardo da Silva Souza, calciatore brasiliano
- 1992 - Roope Tonteri, ex snowboarder finlandese
- 1992 - Giulia Vecchio, attrice e imitatrice italiana
- 1992 - Enrico Zampa, calciatore italiano
- 1993 - Daniele Altobelli, calciatore italiano
- 1993 - Marlene Bojer, nuotatrice artistica tedesca
- 1993 - Jordy Delem, ex calciatore francese
- 1993 - Mark English, mezzofondista irlandese
- 1993 - Mana Iwabuchi, ex calciatrice giapponese
- 1993 - Branko Jovičić, calciatore serbo
- 1993 - Mateusz Lewandowski, dirigente sportivo, allenatore di calcio e ex calciatore polacco
- 1993 - Abel Luciatti, calciatore argentino
- 1993 - Guy Maganga, velocista gabonese
- 1993 - Maziah Mahusin, velocista e ostacolista bruneiana
- 1993 - Miguel Mellado, calciatore argentino
- 1993 - Alice Mizzau, ex nuotatrice italiana
- 1993 - Constantin Nica, ex calciatore rumeno
- 1993 - Solo Sikoa, wrestler statunitense
- 1993 - Urassaya Sperbund, attrice, modella e cantante thailandese
- 1993 - Álex Suárez, calciatore spagnolo
- 1993 - Jamie Webb, mezzofondista britannico
- 1993 - Gustav Wikheim, calciatore norvegese
- 1993 - Wilker Ángel, calciatore venezuelano
- 1994 - Tarell Basham, giocatore di football americano statunitense
- 1994 - Francesco Bocciardo, nuotatore italiano
- 1994 - Marco Cucco, cestista italiano
- 1994 - Kris Dunn, cestista statunitense
- 1994 - Jossie Graumann, altista tedesca
- 1994 - Judit Ignacio, nuotatrice spagnola
- 1994 - Alexander Jakobsen, calciatore danese
- 1994 - Luke Johnson, tennista britannico
- 1994 - Stefanos Kapino, calciatore greco
- 1994 - Rahel Kopp, ex sciatrice alpina svizzera
- 1994 - Andreas Maxsø, calciatore danese
- 1994 - Cullen Neal, ex cestista statunitense
- 1994 - Jean Felipe, calciatore brasiliano
- 1994 - Andreas Oggesen, calciatore danese
- 1994 - Miloš Raičković, calciatore montenegrino
- 1994 - Momčilo Raspopović, calciatore montenegrino
- 1994 - Bruno Ramires, calciatore brasiliano
- 1994 - Megan Tapper, ostacolista giamaicana
- 1995 - Irina Maria Bara, tennista romena
- 1995 - Antonio Barreca, calciatore italiano
- 1995 - Julia Goldani Telles, attrice statunitense
- 1995 - Pierluigi Gollini, calciatore italiano
- 1995 - Tibor Halilović, calciatore croato
- 1995 - Tink, rapper e cantante statunitense
- 1995 - Hugo Gomes dos Santos Silva, calciatore brasiliano
- 1995 - Michel Joelsas, attore brasiliano
- 1995 - Andrea Mattone, atleta paralimpico italiano
- 1995 - Nicolás Reniero, calciatore argentino
- 1995 - Kaio Mendes, calciatore brasiliano
- 1995 - Frederico Ferreira Silva, tennista portoghese
- 1995 - Damjan Šiškovski, calciatore macedone
- 1996 - Odiljon Abdurakhmanov, calciatore kirghiso
- 1996 - Madeline Carroll, attrice statunitense
- 1996 - Michelle Dekker, snowboarder olandese
- 1996 - Deja Harris, pallavolista statunitense
- 1996 - Lilli Kay, attrice statunitense
- 1996 - Mićo Kuzmanović, calciatore bosniaco
- 1996 - Skal Labissière, cestista haitiano
- 1996 - Senne Leysen, ciclista su strada belga
- 1996 - Eva Noblezada, attrice e cantante statunitense
- 1996 - Mathijs Paasschens, ciclista su strada olandese
- 1996 - Nahuel Rodríguez, calciatore argentino
- 1996 - Adrian Rus, calciatore rumeno
- 1996 - Shang Chunsong, ginnasta cinese
- 1996 - Jemal Tabidze, calciatore georgiano
- 1996 - Julien Wanders, mezzofondista svizzero
- 1997 - Walter Bennett, calciatore olandese
- 1997 - Ciara Bravo, attrice, doppiatrice e modella statunitense
- 1997 - Gleison Bremer, calciatore brasiliano
- 1997 - Grace Elizabeth, supermodella statunitense
- 1997 - Britain Covey, giocatore di football americano statunitense
- 1997 - Henrique Honorato, pallavolista brasiliano
- 1997 - Jordan Ewert, pallavolista statunitense
- 1997 - Mike Hauptmeijer, calciatore olandese
- 1997 - Hou Zhihui, sollevatrice cinese
- 1997 - Khalid Al-Hashemi, calciatore emiratino
- 1997 - Rieko Ioane, rugbista a 15 neozelandese
- 1997 - Maximilian Mittelstädt, calciatore tedesco
- 1997 - Luiz Otávio, calciatore brasiliano
- 1997 - Kiryl Pjačėnin, calciatore bielorusso
- 1997 - Giada Pondini, calciatrice italiana
- 1997 - Lucas Robertone, calciatore argentino
- 1997 - Thiago Rodrigues de Souza, calciatore brasiliano
- 1997 - Logan Stenberg, giocatore di football americano statunitense
- 1997 - Baboloki Thebe, velocista botswano
- 1997 - Joshua Tuaniga, pallavolista statunitense
- 1997 - Ippei Watanabe, nuotatore giapponese
- 1997 - Jordan Whitehead, giocatore di football americano statunitense
- 1997 - Ivica Zubac, cestista croato
- 1998 - Juozas Baikštys, altista lituano
- 1998 - Marta Cavalli, ciclista su strada e pistard italiana
- 1998 - Abigail Cowen, attrice e modella statunitense
- 1998 - Caterina Di Fuccia, modella italiana
- 1998 - Jamie-Lee Kriewitz, cantante tedesca
- 1998 - Konstantin Kučaev, calciatore russo
- 1998 - Orel Mangala, calciatore belga
- 1998 - Mateo Marić, calciatore bosniaco
- 1998 - Robby McCrorie, calciatore scozzese
- 1998 - Ross McCrorie, calciatore scozzese
- 1998 - Wes Nelson, personaggio televisivo, cantante e rapper britannico
- 1998 - Kylee Shook, cestista statunitense
- 1998 - Miltiadīs Tentoglou, lunghista greco
- 1998 - Zane Waddell, ex nuotatore sudafricano
- 1998 - Brandon Walton, giocatore di football americano statunitense
- 1999 - Noée Abita, attrice francese
- 1999 - Mekhi Blackmon, giocatore di football americano statunitense
- 1999 - Diogo Dalot, calciatore portoghese
- 1999 - Adrian Fein, calciatore tedesco
- 1999 - Jovaughn Gwyn, giocatore di football americano statunitense
- 1999 - Jake Hastie, calciatore scozzese
- 1999 - Luiz Henrique, calciatore brasiliano
- 1999 - Gonzalo Maroni, calciatore argentino
- 1999 - Rihards Matrevics, calciatore lettone
- 1999 - Matt Mitchell, cestista statunitense
- 1999 - Haruna Okuno, lottatrice giapponese
- 1999 - Antonios Papakonstantinou, canottiere greco
- 1999 - Franco Paredes, calciatore argentino
- 1999 - Jeremy van Mullem, calciatore olandese
- 1999 - Brodie Williams, nuotatore britannico
- 1999 - Filippo Zana, ciclista su strada italiano
- 2000 - Redon Dragoshi, calciatore albanese
- 2000 - Jesse Edwards, cestista olandese
- 2000 - Fabrizio Gironi, pallavolista italiano
- 2000 - Carl Gustafsson, calciatore svedese
- 2000 - Jure Planinić, cestista croato
- 2000 - Aníbal Vega, calciatore brasiliano
- 2000 - Kazu, calciatore brasiliano

## XXI secolo(31)
- 2001 - Yuri Alberto, calciatore brasiliano
- 2001 - Amanda Gutierres, calciatrice brasiliana
- 2001 - Carlos Mora, calciatore costaricano
- 2001 - David Nemeth, calciatore austriaco
- 2001 - Joaquín Pombo, calciatore argentino
- 2002 - Abramo Canka, cestista italiano
- 2002 - Devin Carter, cestista statunitense
- 2002 - Mateus Carvalho, calciatore brasiliano
- 2002 - Trai Hume, calciatore nordirlandese
- 2002 - Oliver Klemet, nuotatore tedesco
- 2002 - Oliver König, pilota motociclistico ceco
- 2002 - Nathan Moriah-Welsh, calciatore guyanese
- 2002 - Štěpánka Ptáčková, saltatrice con gli sci ceca
- 2002 - Brenden Rice, giocatore di football americano statunitense
- 2002 - Žan Vipotnik, calciatore sloveno
- 2002 - Miguel Yanguas, sportivo spagnolo
- 2003 - Seedy Jatta, calciatore norvegese
- 2003 - Li Fanghui, sciatrice freestyle cinese
- 2003 - Bjorn Meijer, calciatore olandese
- 2003 - Daniele Montevago, calciatore italiano
- 2003 - Nicolò Virginio, cestista italiano
- 2004 - Alessio Besio, calciatore svizzero
- 2004 - Justin Cuero, calciatore ecuadoriano
- 2004 - Antonio Raimondo, calciatore italiano
- 2004 - Ervin Vaca, calciatore boliviano
- 2004 - Giovani Versini, calciatore francese
- 2004 - Jeremy de León, calciatore portoricano
- 2005 - Beatrice Andina, nuotatrice artistica italiana
- 2005 - Lukas Kelly-Heald, calciatore neozelandese
- 2006 - Keita Kosugi, calciatore giapponese
- 2006 - Dominic Richmond, calciatore montserratiano